# Huntingdon (Tennessee)
Huntingdon város az Amerikai Egyesült Államok Tennessee államában, Carroll megyében, melynek megyeszékhelye is. Lakosainak száma 4439 fő (2020. április 1.).

## Népesség
A település népességének változása:

| 2010 | 3 985 |
| 2020 | 4 439 |